# Ranunculus poldinii
Ranunculus poldinii är en ranunkelväxtart som beskrevs av Dunkel. Ranunculus poldinii ingår i släktet ranunkler, och familjen ranunkelväxter. Inga underarter finns listade i Catalogue of Life.